# Kouassi-Kouassikro
Kouassi-Kouassikro è una città, sottoprefettura e comune della Costa d'Avorio, situata nella regione di N'Zi. È capoluogo dell'omonimo dipartimento e conta una popolazione di 23 117 abitanti (censimento 2014).